# 번식등록 (경주마)
번식등록이란 번식용 말의 개체식별, 혈통, 생산자·소유자의 변동 및 번식성적 등을 공부(公簿)에 등재하는 것을 말한다.
- 대상: 번식말
- 주요증명 및 관리사항
  - 번식(종부,임신,출산) 상황
  - 번식성적
  - 소유자 변동 등